# الرعاية المدارة
الرعاية المُدارة أو الرعاية الصحية المُدارة، مصطلحان يستخدمان في الولايات المتحدة لوصف مجموعة الأنشطة التي تهدف إلى تقليل تكاليف الرعاية الصحية والتأمين الصحي الأمريكي، بالإضافة إلى تحسين جودة تلك الرعاية (تقنيات الرعاية المُدارة). أصبحت الرعاية المُدارة النظام السائد لتقديم الرعاية الصحية الأمريكية وتلقيها منذ تنفيذها في أوائل ثمانينيات القرن العشرين، ولم تتأثر إلى حد كبير بقانون الرعاية الصحية لعام 2010.
تهدف إلى تقليل تكاليف الرعاية الصحية غير الضرورية من خلال مجموعة متنوعة من الآليات، تشمل: الحوافز الاقتصادية للأطباء والمرضى لاختيار أشكال الرعاية الأقل تكلفة، وبرامج مراجعة الضرورة الطبية لخدمات معينة، وزيادة تقاسم تكاليف المستفيدين، وضوابط دخول المرضى المقيمين ومدة الإقامة، وتوفير حوافز لتقاسم تكاليف الجراحة للمرضى الخارجيين، والتعاقد الانتقائي مع مقدمي الرعاية الصحية، والإدارة المكثفة لحالات الرعاية الصحية عالية التكلفة. قد تتوفر في مجموعة متنوعة من الأُطر، مثل صناديق العلاج الطبي ومنظمات تقديم الخدمات المفضلة.
شُجعت الرعاية المُدارة في الولايات المتحدة من خلال سن قانون صناديق العلاج الطبي لعام 1973. ابتُكرت تقنيات الرعاية المُدارة بدايةً من قبل صناديق العلاج الطبي، إلا أن مجموعة متنوعة من برامج المزايا الصحية الخاصة تستخدمها اليوم. تنتشر الرعاية المدارة حاليًا في كل مكان في الولايات المتحدة تقريبًا، ولكنها أثارت الجدل لأنها حققت نتائج متباينة في هدفها العام المتمثل في التحكم في التكاليف الطبية. ينقسم المؤيدون والنقاد بشكل حاد حول التأثير الإجمالي للرعاية المُدارة على تقديم الرعاية الصحية في الولايات المتحدة، والتي تُصنف من بين الأفضل من حيث الجودة ولكن من بين الأسوأ فيما يتعلق بالوصول والكفاءة والإنصاف في العالم المتقدم.

## التقنيات
يعدّ استخدام هيئة أو شبكة من مقدمي الرعاية الصحية لتوفير الرعاية للمسجلين من أكثر الأشكال المميزة للرعاية المُدارة. تشتمل نظم تقديم الخدمات المتكاملة عادةً على واحد أو أكثر مما يلي:
- الأطباء المعينين ومنشآت الرعاية الصحية، والمعروفة باسم شبكة مقدمي الخدمات، والتي يُلزم المسجلين بها باستخدامها أو يُشجَّعون على ذلك.[4][5][6]
- استعراضات الاستعمال الرسمية وبرامج تحسين الجودة بما في ذلك إدارة المرض وإدارة الحالة.
- التركيز على الرعاية الوقائية بما في ذلك الحوافز الصحية وتثقيف المرضى.

يمكن تطبيق التقنيات على كل من برامج المزايا المعتمدة على الشبكة وبرامج المنافع التي لا تعتمد على شبكة مقدمي الخدمات. يوصف استخدام تقنيات الرعاية المدارة بدون شبكة مقدمي خدمات أحيانًا على أنه «تعويض مُدار».

### تقاسم التكلفة
تستخدم شركات التأمين خطط صحية بخصوم كبيرة، للحفاظ على تكاليف منخفضة من خلال تحفيز المستهلكين على اختيار مقدمي خدمات أرخص وربما استخدام رعاية صحية أقل.
تعدّ مخططات الأسعار المرجعية طريقة أخرى لمشاركة التكاليف، إذ تدفع شركة التأمين الصحي مبلغًا معينًا فقط وأي مبلغ أعلى من ذلك يشارك فيه المستفيد على نفقته الخاصة.

### شبكات مقدمي الخدمات
تتفاوض شركات خطط التأمين، مثل يونايتد هيلث جروب، دوريًا على العقود مع مقدمي الخدمات، إذ قد تُعطّل العقود من وقت لآخر. يمكن أن تمتد نزاعات العقود البارزة عبر شبكات مقدمي الخدمات في جميع أنحاء البلاد، كما هو الحال في نزاع 2018 بين يونايتد هيلث جروب ومجموعة كبيرة من أطباء الطوارئ إنفيجن هيلثكير.
يعد الاحتفاظ بأحدث أدلة لمقدمي الخدمات أمرًا ضروريًا، إذ تستطيع مراكز الرعاية الصحية والخدمات الطبية تغريم شركات التأمين بأدلة قديمة. تطلب يونايتد هيلثكير من مقدمي الخدمات- كشرط للمشاركة- إخطارها بالتغييرات، وتمتلك بنفس الوقت برنامج تواصل للتحقق المهني لطلب المعلومات بشكل استباقي من مقدمي الخدمة. يتحمل مقدمو الخدمات عبء الاضطرار إلى الاحتفاظ بمعلوماتهم مع شبكات متعددة (المنافسون لشركة يونايتد هيلثكير). تقدر التكلفة الإجمالية لصيانة هذه الأدلة بنحو 2.1 مليار دولار سنويًا، وبدأت مبادرة بلوك تشين في عام 2018 في مشاركة الدليل.
يمكن أن يضطر المرضى الذين يتلقون الرعاية من قبل أطباء خارج الشبكة إلى دفع فواتير الموازنة، إذ يشيع ذلك بشكل خاص في حالات الطوارئ أو الرعاية في المستشفى، حيث قد لا يعلم المريض بأن مقدم الخدمة من خارج الشبكة.

### استعراضات الاستخدام
تتمثل إدارة الاستخدام أو استعراضات الاستخدام في استخدام تقنيات الرعاية المدارة مثل الإذن المسبق الذي يسمح للدافعين بإدارة تكلفة مزايا الرعاية الصحية من خلال تقييم مدى ملاءمتها قبل تقديمها باستخدام معايير أو إرشادات مستندة إلى الأدلة. تشمل معايير إدارة الاستخدام الإرشادات الطبية التي يمكن تطويرها داخليًا أو يُحصل عليها من المورد، أو يُحصل عليها بما يناسب الظروف المحلية وتُكيَّف وفق ذلك. يشيع استخدام إطاران من إدارة الاستخدام: معايير ماكيسون إنتركوال وإم إم جي (عُرفت سابقًا بمبادئ ميليمان التوجيهية للرعاية).

### الدعاوى
ازداد رفع الدعاوى ضد مقدمي الخدمات من قبل الدافعين التجاريين في القرن الحادي والعشرين، لمكافحة الاحتيال المزعوم أو سوء المعاملة. تضمنت الأمثلة التقاضي بين أتينا ومجموعة من المراكز الجراحية بشأن مخطط فواتير خارج الشبكة وعمولات للإحالات، إذ مُنحت أتينا في النهاية 37 مليون دولار.

## الآثار
يعدّ التأثير العام للرعاية المُدارة موضع نقاش واسع. يجادل المؤيدون بأنه زاد من الكفاءة، وحسّن المعايير العامة، وأدى إلى فهم أفضل للعلاقة والجودة. يجادلون أيضًا بأنه لا يوجد ارتباط مباشر ومتناسق بين تكلفة الرعاية وجودتها، مشيرين إلى دراسة أجراها معهد جوران عام 2002 والتي قدرت أن «تكلفة الجودة الرديئة» الناجمة عن إفراط الاستخدام وسوء الاستخدام والتبديد تصل إلى 30% من إجمالي الإنفاق المباشر على الرعاية الصحية. توظَّف الممارسة الناشئة للطب المسند بالدليل لتحديد فعالية انخفاض التكلفة في الطب فعليًا.
يجادل منتقدو الرعاية المدارة بأن الرعاية المدارة «الهادفة للربح» لم تثبت نجاحها كسياسة صحية، لأنها ساهمت في ارتفاع تكاليف الرعاية الصحية (25-33% أعلى في بعض أكبر صناديق العلاج الطبي)، وزادت من عدد المواطنين غير المؤمن عليهم، وأبعدت مقدمي الرعاية الصحية، ومارست ضغطًا نزوليًا على الجودة (أُبلغ عن أسوأ درجات بمقياس 14/14 لمؤشر الجودة لصالح اللجنة الوطنية لضمان الجودة).
تضع ضريبة الرؤوس- أكثر ترتيب مالي شيوعًا للرعاية المُدارة- مقدمي الرعاية الصحية في دور شركات التأمين الصحي الصغيرة، محمّلة إياهم مسؤولية إدارة تكاليف الرعاية الصحية المستقبلية غير المعروفة لمرضاهم. يميل المؤمِّنون، مثل المستهلكين الأفراد، إلى تحمل تكاليف سنوية تتقلب أكثر بكثير مما هو الحال عند شركات التأمين الكبيرة. يشرح مصطلح «مخاطر التأمين على مقدمي الرعاية المهنيين» أوجه القصور في تمويل الرعاية الصحية التي تنتج عندما تُنقل مخاطر التأمين بشكل غير فعال إلى مقدمي الرعاية الصحية الذين يُتوقع منهم تغطية هذه التكاليف مقابل مدفوعات ضريبة الرؤوس.
لا يمكن تعويض مقدمي الخدمات بشكل كافٍ عن مخاطر التأمين التي تعارضهم دون إجبار مؤسسات الرعاية المدارة على أن تضع أسعارًا غير منافسة إزاء شركات التأمين التي تحتفظ بالمخاطر كما وضح كوكس (2006). أظهر كوكس (2010) أن شركات التأمين الأصغر تواجه احتمالات أقل لأرباح متواضعة من شركات التأمين الكبيرة، واحتمالات أعلى لخسائر كبيرة من شركات التأمين هذه، وتوفر فوائد أقل لحاملي وثائق التأمين، وتمتلك احتياجات فائضة أعلى بكثير. تؤثر كل ذلك على جدوى افتراض مخاطر التأمين لمقدمي الرعاية الصحية.